# Sidonie Berthon
Pour les articles homonymes, voir Berthon.
Sidonie Berthon, née à Vienne en Autriche en 1803 et morte le 31 janvier 1871 à Paris 7e, est une artiste-peintre française. C'est une portraitiste et miniaturiste spécialiste de la peinture sur ivoire, active à Paris de 1837 à 1859.

## Biographie
Fille du peintre René Théodore Berthon, elle étudie auprès de lui, puis suit les cours de Lizinska de Mirbel. 
Le 1er mars 1837, en compagnie de son père présent avec Le Départ en Égypte et L'Oiseau bleu, elle expose cinq miniatures au musée royal (musée du Louvre). Elle expose ensuite régulièrement au Salon jusqu'en 1859. Son Portrait de M. Nacquart figure à l'Exposition universelle de 1855 . Son atelier était situé 50 rue de Bellechasse, puis à partir de 1853 74 rue Saint-Dominique .
Son frère George Théodore Berthon est également peintre.

## Distinctions
- Médaille de 3e classe au Salon de 1840.
- Médaille de 2e classe au Salon de 1841.
- Médaille de 1re classe au Salon de 1845.

## Œuvres
- Portrait du comte de Boulois, daté 1838.
- Portrait de la comtesse de Boulois, daté 1838, miniature rectangulaire sur ivoire [4].
- Portrait de la duchesse Decazes [5] (Salon de 1845).
- Portrait de M. Gournay.
- Portrait de M. Lafosse (Salon de 1848).
- Portrait de Mme de Mirbel (Salon de 1850) [3].
- Portrait de M. Nacquart (Exposition universelle de 1855)

## Œuvres en collections publiques
- Saint-Louis (Missouri), City Art Museum, Femme en robe rouge et noire[6].